# Irbesartán
El irbesartán o irbesartano es un medicamento usado con frecuencia en el tratamiento de la hipertensión arterial. Su acción sobre la presión arterial la ejerce como antagonista del receptor de la enzima angiotensina II, es un antagonista no-peptídico con efectos de larga duración.

## Farmacología
El irbesartán se administra por vía oral. Los efectos máximos sobre la presión arterial diastólica y sistólica ocurren en las 3-6 horas siguientes. Después de la administración oral, la absorción es rápida y completa. La biodisponibilidad absoluta es del 60-80% y no es afectada por la comida. Las concentraciones plasmáticas máximas se alcanzan en aproximadamente en 1.5-2 horas después de la dosificación. La farmacocinética de irbesartán es lineal en el intervalo de dosis terapéuticas; sin embargo, la curva asociada a la dosis-respuesta antihipertensiva no es lineal, con disminuciones proporcionalmente pequeñas en la presión arterial obtenidos a medida que aumenta la dosis. La unión a proteínas de irbesartán es de aproximadamente 90% (principalmente a la glucoproteína albúmina y alfa1 ácido-), con unión insignificante a los componentes celulares de la sangre.

## Función
Como todo antagonista de los receptores de la angiotensina II, el irbesartán está indicado en el tratamiento de la hipertensión arterial. Puede también retardar la progresión de una nefropatía diabética y se indica para la reducción de la progresión de la enfermedad renal en pacientes con diabetes mellitus tipo 2, la hipertensión y microalbuminuria de >30 mg/24 horas o proteinuria de >900 g/24 horas.
Los efectos antihipertensivos del irbesartán se empiezan a apreciar dentro de dos semanas del comienzo del tratamiento, con un máximo efecto que ocurre entre las semanas 2 y 6. Los efectos sobre la presión arterial son dependientes de la dosis entre 75 y 300 mg. Por lo general, el irbesartán se administra en conjunto con el diurético tiazida hidroclorotiazida con un mayor efecto reduciendo la presión arterial, con una eficacia similar a la del enalapril. En la actualidad se está estudiando su aplicación en el tratamiento de la fibrosis pulmonar gracias a su capacidad de inhibir el factor TGF-beta1.